# Бабаци
Бабаци (укр. Бабаці́) — село в Вишневской сельской общине Ковельского района Волынской области Украины.
До 2020 года входило в Любомльский район.
Код КОАТУУ — 0723380402. Население по переписи 2001 года составляет 24 человека. Почтовый индекс — 44351. Телефонный код — 3377. Занимает площадь 0,39 км².